# Франшиза (страхование)
Франши́за (фр. franchise — льгота) в страховании — предусмотренное условиями страхования (перестрахования) освобождение страховщика (перестраховщика) от возмещения оговорённой части убытков страхователя (перестрахователя). Франшиза бывает условной и безусловной. Также выделяют временну́ю и совокупную франшизы, минимальный размер ущерба, на который распространяется страховое покрытие.
Франшиза может быть выражена как пропорциональная доля (в процентах от страховой суммы, либо убытка) либо как абсолютная величина (в денежном выражении).
Размер франшизы и её тип устанавливаются договором или правилами страхования.

## Условная франшиза
Если убыток по страховому случаю, при наличии условной франшизы, не превысил её оговорённого в договоре размера, то страховщик по такому убытку не выплачивает страхового возмещения. В том случае если убыток превысил размер франшизы, то такой убыток возмещается полностью.
Например, если при страховой сумме 100 руб. установлена условная франшиза 15 руб., то в случае, если размер убытка составляет 10 руб., такой убыток не подлежит возмещению (так как сумма убытка меньше условной франшизы).
Однако, если при тех же исходных условиях, размер убытка составит 15 руб. и более, то возмещению страховщиком будет подлежать вся сумма.

## Безусловная франшиза
Безусловная франшиза — это часть убытка, не подлежащая возмещению страховщиком и вычитаемая при расчёте страхового возмещения, подлежащего выплате страхователю, из общей суммы возмещения.
Например, при страховой сумме 100 руб. установлена безусловная франшиза 15 руб. В случае, если размер убытка составляет 10 руб., то такой убыток не подлежит возмещению (так как сумма убытка меньше безусловной франшизы).
Однако, если при тех же исходных условиях размер убытка составит 20 руб., возмещению страховщиком будет подлежать сумма 5 руб. (то есть, 20 руб. – 15 руб. = 5 руб.).
Если размер безусловной франшизы определяется как пропорциональная доля убытка, то установленный размер безусловной франшизы в любом случае вычитается из суммы страхового возмещения.
Например, при страховой сумме 100 руб. установлена безусловная франшиза 15 % от страхового убытка. В таком случае, если размер убытка составляет 20 руб., то размер страхового возмещения составит 17 рублей (то есть, 20 руб. × (100 % – 15 %) = 17 руб.).

## Временная франшиза
При временно́й франшизе, страховое возмещение не выплачивается, если срок действия оговорённого обстоятельства, которое могло привести к наступлению страхового случая, был менее установленного. Временная франшиза обозначается в единицах исчисления времени. Если в договоре не определён тип временной франшизы (условная или безусловная), то она считается условной, то есть убытки, возникшие вследствие действия оговорённого обстоятельства дольше установленного срока, подлежат возмещению как если бы временная франшиза отсутствовала. Применяется, как правило, в договорах страхования перерыва в производстве, при которых размер убытка напрямую зависит от срока простоя.

## Высокая франшиза
Помимо прочего, договоры страхования, особенно крупные договоры имущественного страхования, могут содержать условие о высокой франшизе, имея в виду её размер: обычно уровень такой франшизы начинается от 100 000 $. Суть высокой франшизы состоит в том, что сначала страховщик возмещает убыток в полном объёме и сразу, а после восстановления имущества он получает от страхователя компенсацию в размере франшизы. К дополнительным преимуществам использования высокой франшизы можно также отнести обязанность защищать интересы страхователя в суде, каковая отсутствует в случае использования собственного удержания на сопоставимом уровне.

## Динамическая франшиза
Вид франшизы, при котором сумма ущерба, не подлежащего возмещению страховщиком, изменяется. Структура динамической франшизы отличается в разных компаниях. Например: 1-й страховой случай возмещается полностью; 2-й полностью; 3-й — сумма выплаты уменьшается на 10 %; 4-й — сумма выплаты уменьшается на 15 %.

## Правовые основы применения франшизы в РФ
В российском гражданском законодательстве более 20 лет отсутствовало определенное законом понятие франшизы.
21 января 2014 года вступили в силу поправки к закону Российской Федерации от 27 ноября 1992 года № 4015-I, пункт 9 статьи 10 в редакции Федерального Закона от 23 июля 2013 года № 234 впервые вводит понятие франшизы:

Франшиза — часть убытков, которая определена федеральным законом и (или) договором страхования, не подлежит возмещению страховщиком страхователю или иному лицу, интерес которого застрахован в соответствии с условиями договора страхования, и устанавливается в виде определенного процента от страховой суммы или в фиксированном размере.
В соответствии с условиями страхования франшиза может быть условной (страховщик освобождается от возмещения убытка, если его размер не превышает размер франшизы, однако возмещает его полностью в случае, если размер убытка превышает размер франшизы) и безусловной (размер страховой выплаты определяется как разница между размером убытка и размером франшизы).
Договором страхования могут быть предусмотрены иные виды франшизы.
— Закон Российской Федерации от 27 ноября 1992 года № 4015-I «Об организации страхового дела в Российской Федерации»
Такое определение вносит правовую определенность в применение понятие франшизы в страховании.
Ранее возможность применения франшизы на практике подтверждалась судами, в частности, пункт 20 постановления Пленума Верховного суда Российской Федерации от 27 июня 2013 года № 20:

Условия договора добровольного страхования имущества могут предусматривать положения, исключающие выплату страхового возмещения, если размер убытков, возникших в результате наступления страхового случая у страхователя (выгодоприобретателя), не превышает или менее определенного договором страхования размера убытков (франшиза). Франшиза может устанавливаться в виде определенного процента от страховой суммы или в фиксированном размере.
При определении условий договора добровольного страхования имущества о франшизе стороны должны действовать добросовестно и не допускать
злоупотребления правом.
— Постановление Пленума Верховного Суда Российской Федерации от 27 июня 2013 года № 20 «О применении судами законодательства о добровольном страховании имущества граждан»